# Вейси
Вейси (настоящее имя Молла Овейсбен-Мехмед; 1561, Алашехир — 14 августа 1628, Скопье) — турецкий поэт и писатель периода Османской империи.
Родился в богатой семье в Алашехире. Начальное образование получил в родном городе под руководством муллы Салиха Эффенди, затем учился в 1584—1585 годах в Анатолии под руководством муллы Ахмеда Эффенди, после чего был принят на службу к египетскому правителю Мехмеду-паше в качестве визиря и писаря. В 1595—1596 годах служил в Аксихаре инспектором товаров и несчастных случаев, в 1603—1604 годах занимал такую же должность в Текирдаге. Позже был военным судьёй в Венгрии во время правления там Али-паши. Некоторое время служил в Приштине. В 1610—1611 годах служил сборщиком налогов и инспектором несчастных случаев в Трикале, Эвбее и Лепанто. Последние годы жизни служил в Скопье, где и умер. Был похоронен в Стамбуле.
Написал целый ряд исторических и богословских работ, но в истории остался благодаря двум сатирическим поэмам «Вакаанаме» («Сновидение») и «Насихат-и Истамбул» («Назидание Стамбулу»).